# Afritz am See
Afritz am See es una localidad del distrito de Villach, en el estado de Carintia, Austria, con una población estimada a principio del año 2018 de 1429 habitantes. 
Se encuentra ubicada en la zona centro-sur del estado, cerca de la ciudad de Villach y de la frontera con Eslovenia.